# Cacosternum poyntoni
Cacosternum poyntoni és una espècie de granota que viu a Sud-àfrica.